# Rudolf Wätjen
Rudolf Wätjen (* 9. Januar 1915 in Dresden; † 19. Februar 2005 in Bremen) war ein deutscher Offizier, zuletzt Brigadegeneral der Bundeswehr.

## Leben

### Reichswehr und Wehrmacht
Wätjen wurde als Sohn eines Pathologen an der Martin-Luther-Universität Halle-Wittenberg geboren. Im April 1934 trat er in die Reichswehr als Offizieranwärter im Reit-Regiment 16 in Langensalza ein. Er war Zugführer, Ordonnanzoffizier, Adjutant und Kompaniechef im Kradschützenbataillon 1, das aus dem Reit-Regiment 16 hervorgegangen war. Mit dem Bataillon war er in Polen, Luxemburg und Frankreich eingesetzt. Ab Juli 1940 war er Erster Ordonnanzoffizier im Stab des XVI. Armeekorps in der Sowjetunion (Räume Leningrad, Moskau, Kursk und Don). Im Juli 1942 übernahm er die Führung der Panzer-Aufklärungs-Abteilung der Division Großdeutschland, wo er in den Räumen Woronesch, Rschew, Smolensk, Charkiw, Brjansk und Krywyj Rih eingesetzt war und am Unternehmen Zitadelle teilnahm. Am 1. Januar 1943 wurde er Major und war ab Januar 1944 bis Kriegsende Gruppenleiter Panzeraufklärung beim Inspekteur der Panzertruppen im Oberkommando des Heeres. Am 1. Dezember 1944 wurde er zum Oberstleutnant befördert.

### Nachkriegszeit
Von Mai 1945 bis März 1947 war Wätjen in britischer Kriegsgefangenschaft. Er begann im April 1947 eine Ausbildung zum Landwirtschaftsgehilfen bei der Gutsverwaltung Lüderode, war kaufmännischer Lehrling in Wolfenbüttel, Volontär bei Raab Karcher in Essen, ab 1050 kaufmännischer Angestellter und persönlicher Referent der Geschäftsführung, letzteres ab 1954, bei der Gelsenberg-Benzin AG in Gelsenkirchen.

### Bundeswehr
Wätjen trat am 3. September 1956 als Oberstleutnant in die Bundeswehr ein und war Lehrgruppenkommandeur an der Panzeraufklärungsschule in Bremen. Im April 1958 wurde er S3 der Panzertruppenschule in Munster und im Juli 1959 Leiter Auswertung, Truppenversuch und Prüfung an der Panzertruppenschule.
Von April 1962 bis März 1966 war Wätjen Brigadekommandeur der Panzerbrigade 21, wo er am 26. März 1965 zum Brigadegeneral ernannt wurde. Anschließend war er stellvertretender Kommandeur der 5. Panzerdivision in Diez. Von April 1969 bis zu seiner Versetzung in den Ruhestand Ende September 1970 führte er als Kommandeur der Kampftruppenschule II in Munster.

### Familie
Am 16. Dezember 1939 heiratete er in Burgscheidungen Rose-Renate Gräfin von der Schulenburg (* 15. Juli 1914 in Burgscheidungen), älteste Tochter von Adelbert Graf von der Schulenburg (1885–1951) und Elisabeth Gräfin von der Schulenburg (1892–1955).

## Auszeichnungen
Am 18. April 1943 wurde Wätjen das Ritterkreuz des Eisernen Kreuzes verliehen.